# マンガウング
マンガウング（Mangaung）は、南アフリカ共和国フリーステイト州モテオ郡にある自治体（都市圏）である。

## 概要
マンガウングはソト語で「ヒョウの土地」という意味である。中心地は司法府が置かれているブルームフォンテーン。伝説では、最初の入植者はこの地に到着したとき、ヒョウが自由に歩き回っていた広大な平原に唖然としたという話がある。
2011年の南アフリカ地方選挙前は、マンガウングはモテオ郡の地方自治体だったが、バッファローシティーとともに地方自治体から都市圏に昇格された。

## 人口動勢
人口の約8割を黒人が占める。
| 人種              | %     |
| ----------------- | ----- |
| 黒人              | 83.3% |
| 白人              | 11.0% |
| カラード          | 5.0%  |
| インド人/アジア系 | 0.4%  |

## 言語
人口の半数がソト語を話している。
| 言語             | %     |
| ---------------- | ----- |
| ソト語           | 51.9% |
| アフリカーンス語 | 15.8% |
| ツワナ語         | 12.3% |
| コサ語           | 9.6%  |
| その他           | 10.4% |

## 政治
2011年南アフリカ地方選挙では、国政の与党であるアフリカ民族会議が市議会の97議席のうち65議席を獲得し、半数を超えた。最大野党の民主同盟は26議席、国民会議は3議席を獲得した。

## 交通
空港
- ブルームフォンテーン国際空港